# Ummer
Ummer ist ein Ortsteil der nordrhein-westfälischen Kreisstadt Viersen. Innerhalb des Viersener Stadtgebiets liegt die Ortschaft Ummer im Süden des Stadtbezirks Alt-Viersen, ca. 1,5 km nördlich der Stadtgrenze zu Mönchengladbach.

Früher wurde der Ort auch als Umerade, Ummerade, Umeradt oder Ummelrath bezeichnet.

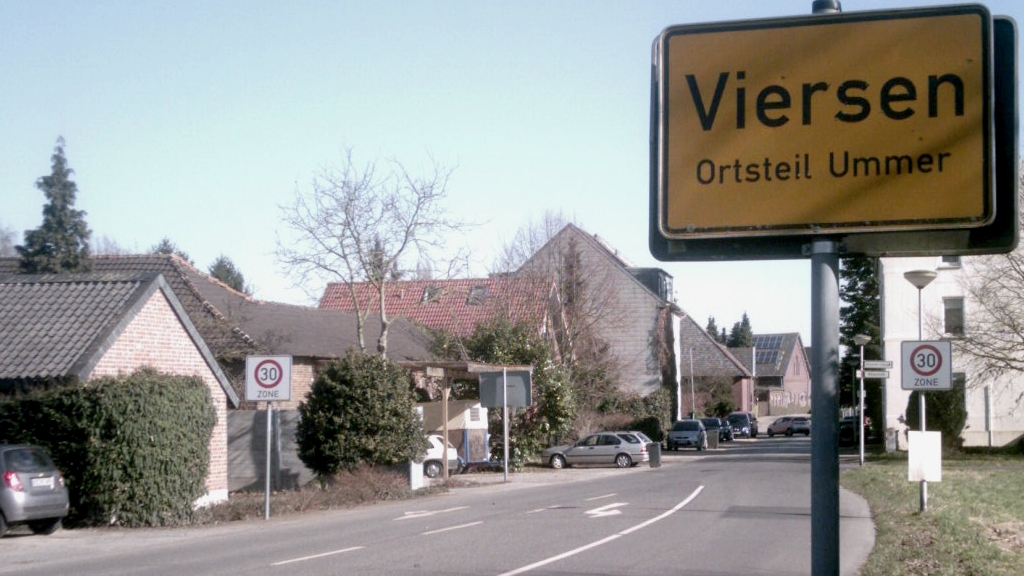
Das Ortsschild von Ummer an der Einfahrt in den östlichen Teil Ummers (Ummerstraße) von der Kölnischen Straße aus.

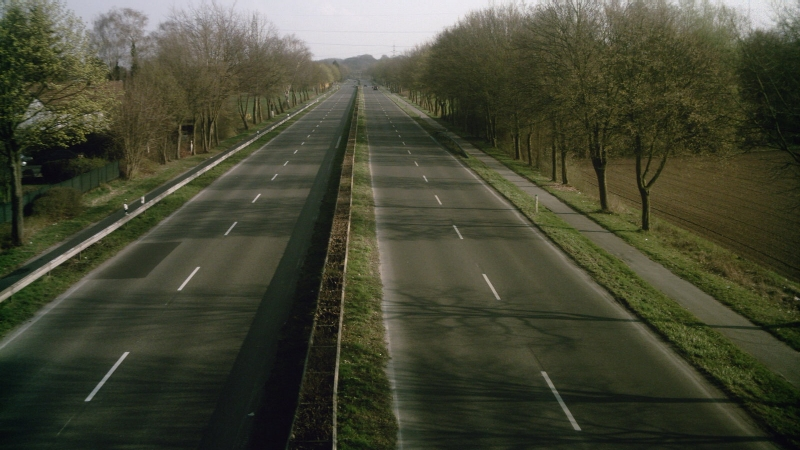
Die vierspurige L116 (Kölnische Straße) zerteilt die Ortschaft Ummer in zwei Hälften. Das Bild wurde in Blickrichtung Ummer von der Fußgängerbrücke am Ortsrand von Hamm (ca. 1 km nördlich) aufgenommen.

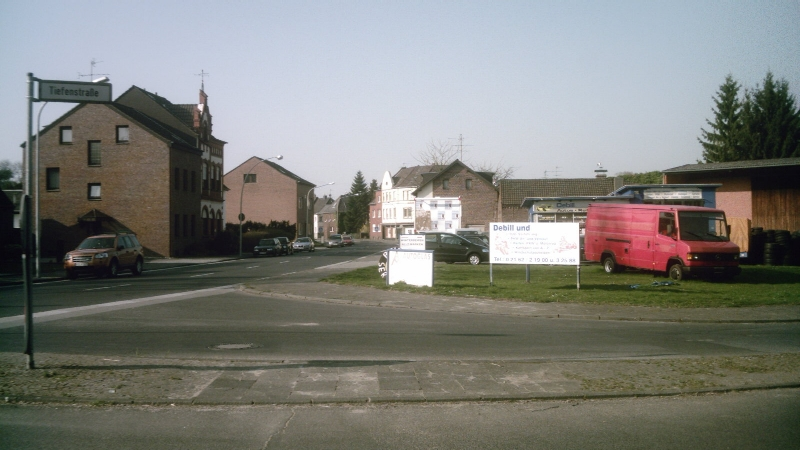
Blick auf die Gladbacher Straße (in Richtung Viersener Innenstadt) von der Ecke Tiefenstraße aus.

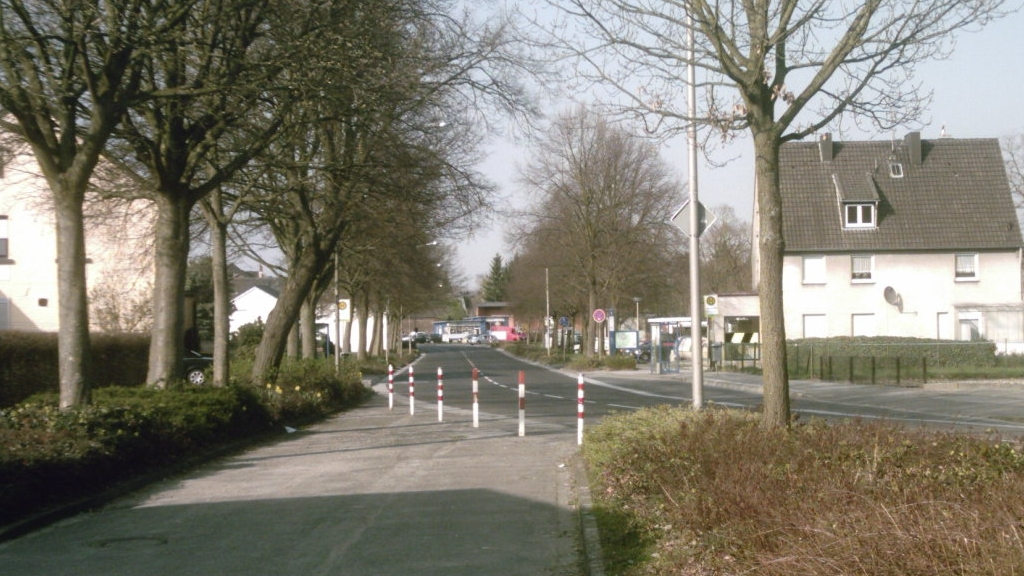
Blick auf die Gladbacher Straße (in Richtung Viersener Innenstadt) vom Omperter Weg aus.

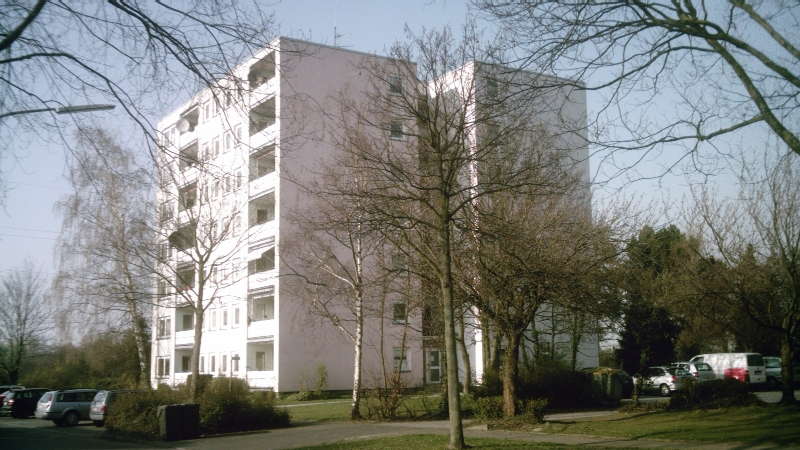
Das Hochhaus von Ummer an der Agnes-van-Brakel-Straße.

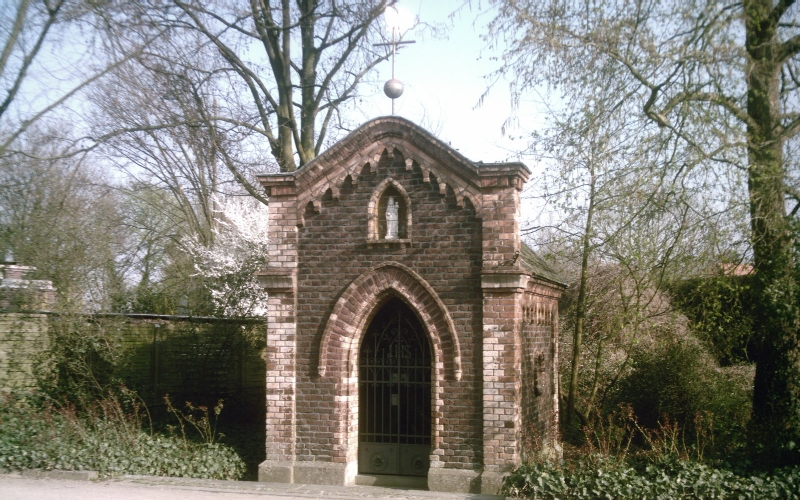
Das Heiligenhäuschen an der Tiefenstraße in Ummer.

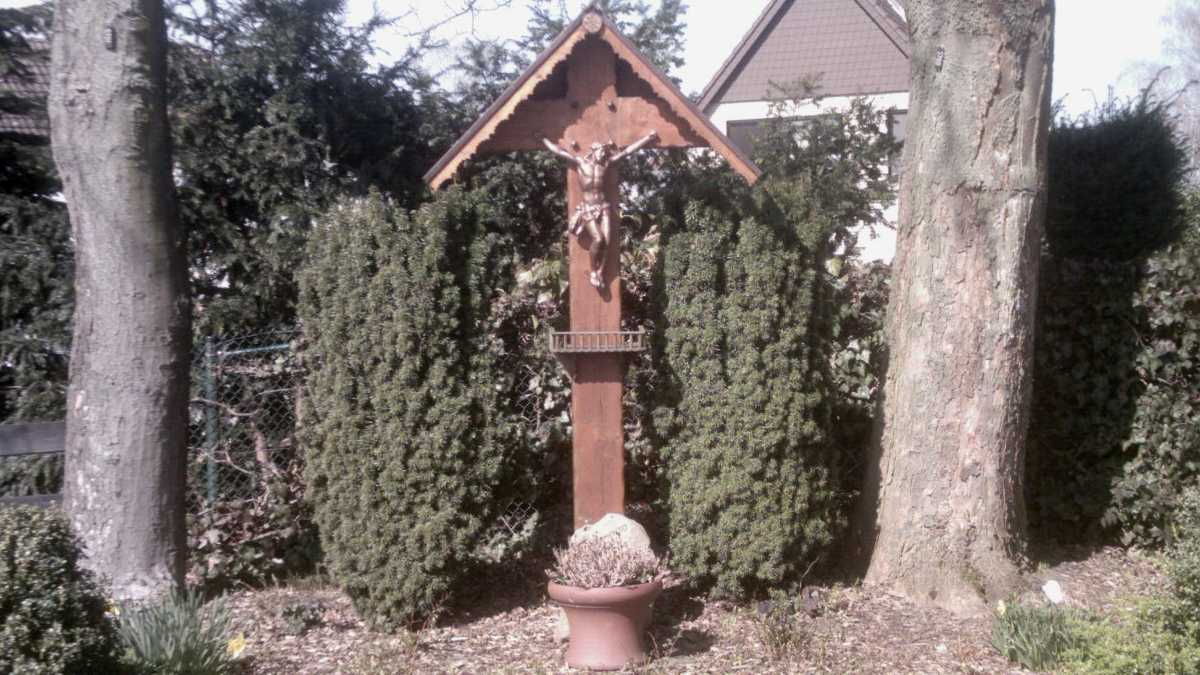
Das hölzerne Missionskreuz an der Ecke Nelsenstraße/Neuwerker Straße.

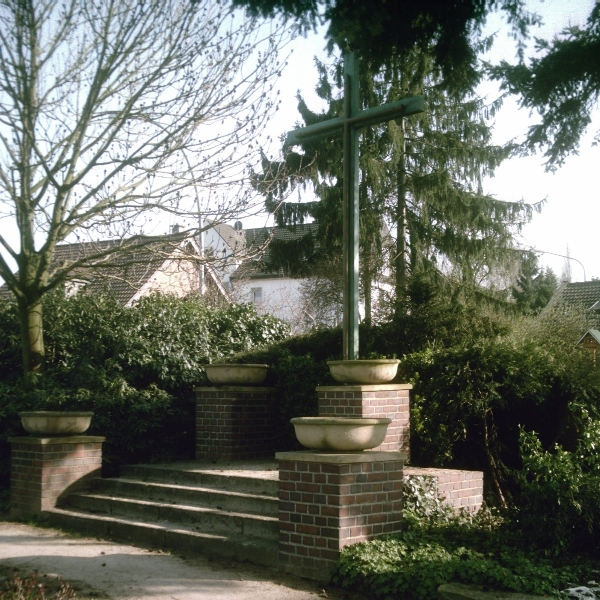
Das Wegekreuz von Ummer an der Ecke Gladbacher Straße / Omperter Weg

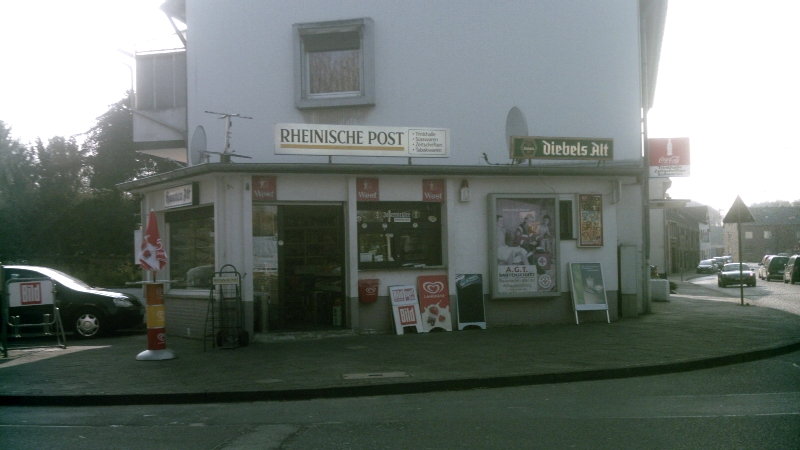
Der Kiosk von Ummer an der Ecke Tiefenstraße / Ummerstraße / Kölnische Straße

## Infrastruktur

### Straßenverkehr
- Ummer wird in Nord-Süd-Richtung von der vierspurigen Landesstraße L116 durchschnitten, die hier auch „Kölnische Straße“ heißt, und die neben den Autobahnen der Region eine der Hauptverkehrsachsen im Großraum Mönchengladbach ist.
- Etwa 2 km südlich von Ummer liegt, unmittelbar hinter der Viersener Stadtgrenze, die Autobahnanschlussstelle „Mönchengladbach-Nord“ an der A 52.
- Im Westen von Ummer verläuft als „Gladbacher Straße“ die Landesstraße L71 (die frühere Bundesstraße 59), in etwa parallel zur Kölnischen Straße. Ähnlich der Kölnischen Straße dient auch die Gladbacher Straße, wenn auch in geringerem Umfang, dem Verkehr zwischen den Städten Viersen und Mönchengladbach.
- Am nordöstlichen Ortsrand von Ummer verläuft außerdem die „Neuwerker Straße“, die hier hauptsächlich die benachbarten Ortsteile Hamm und Heimer miteinander verbindet.
- In West-Ost-Richtung verbindet die „Ummerstraße“ die Gladbacher Straße mit der Neuwerker Straße, wobei die Kölnische Straße gekreuzt wird.

### Schienenverkehr
- Eisenbahn: Die Eisenbahnstrecke von Duisburg nach Mönchengladbach führte ursprünglich (seit 1850) mitten durch Ummer hindurch, einen Bahnhof gab es hier jedoch nicht, sondern ca. 800 m weiter südlich zwischen Heimer und Helenabrunn.[4] Im Jahr 1917 wurde die Strecke aber um ca. 1–2 km nach Osten verlegt und berührt jetzt nur noch die Nachbarorte Heimer und Hamm am jeweils nordöstlichen Ortsrand. Die ursprüngliche Eisenbahntrasse wurde zu einer Landstraße („Kölnische Straße“) umgebaut, in den frühen 1970er Jahren erfolgte schließlich deren vierspuriger Ausbau. Die von Ummer aus nächstgelegenen Bahnhöfe, die noch in Betrieb sind, sind heute der Bahnhof Viersen und der Mönchengladbacher Hauptbahnhof.
- Straßenbahn: Die 1906 eröffnete Straßenbahnverbindung von Mönchengladbach nach Süchteln verlief in Ummer entlang der Gladbacher Straße. Ab 1955 wurde die Verbindung abschnittweise stillgelegt. Zunächst fuhr die Straßenbahn noch von M’gladbach aus bis in die Alt-Viersener Innenstadt und endete dort am Remigiusplatz, ab 1959 endete die Straßenbahn dann (wie heute die Buslinie 009) unmittelbar hinter der Gladbacher Stadtgrenze an der bereits auf Viersener Stadtgebiet liegenden Haltestelle „Helenabrunn, Wegweiser“. Seit diesem Zeitpunkt fahren durch Ummer keine Straßenbahnen mehr.[5]

### Busverkehr
Als Ortsteil von Viersen zählt Ummer zum Gebiet des Verkehrsverbunds Rhein-Ruhr und wird
von insgesamt drei Buslinien angefahren:
| Typ | Linie | Strecke | Hinweise |
| --- | ----- | --- | --- |
|     | CE 89 | Dülken ↔ Viersen Busbf. ↔ Viersen Bf. ↔ Hamm ↔ Ummer, Hubertusweg ↔ Heimer ↔ Helenabrunn, Wegweiser / M’gladbach Hbf                                   | Der City-Express CE 89 fährt ab Viersen-Heimer wechselweise nach Helenabrunn, Wegweiser oder zum Hbf M’gladbach                         |
|     | 009   | (Süchteln ↔ Viersen Busbf. ↔ Beberich ↔ Ummer ↔) Helenabrunn, Wegweiser ↔ M’gladbach, Alter Markt ↔ M’gladbach Hbf ↔ M’gladbach, Ohlerfeld             | Der Abschnitt zwischen Süchteln und Helenabrunn, Wegweiser wird nur gelegentlich zu Stoßzeiten befahren, als Verstärkung der Linie 019. |
|     | 019   | (Vinkrath ↔ Grefrath ↔) Süchteln ↔ Viersen Busbf. ↔ Beberich ↔ Ummer ↔ Helenabrunn, Wegweiser ↔ M’gladbach, Alter Markt ↔ M’gladbach Hbf ↔ Rheydt, Hbf | Der Abschnitt zwischen Vinkrath und Süchteln wird nicht immer befahren.                                                                 |
|     |       | | (Stand: März 2011) |

### Radwanderwege
Die Ortschaft Ummer wird an ihrer Peripherie von mehreren Radwanderwegen berührt, insgesamt führen drei offiziell ausgewiesene Radwanderwege auf 2 Achsen durch das Gebiet:
- Am östlichen Ortsrand von Ummer (etwa an der Grenze zu Heimer) auf gemeinsamem Fahrweg von der Bockerter Heide und Helenabrunn kommend und weiter Richtung Niers führend:

- die Mispelroute (Rundweg Alt-Viersen)
- die [V]-Route (Rundweg Stadtgebiet Viersen)
- Am westlichen Ortsrand der Irmgardispfad:

Der Irmgardispfad ist dabei sowohl als Rad- wie auch als Fußgängerwanderweg konzipiert und führt vom Helenenbrunnen über Ummer und Beberich am westlichen Stadtrand von Alt-Viersen vorbei bis zur Irmgardiskapelle im Bereich der Süchtelner Höhen.
Ca. 1,5 km nördlich von Ummer führen außerdem die internationale Radwanderstrecke Fietsallee am Nordkanal sowie die Hauptstrecke der NiederRheinroute vorbei.

## Vereinswesen und Gesellschaftsleben
- St. Helena Schützenbruderschaft Viersen-Ummer[8]

## Sehenswürdigkeiten
- Wegekapelle Tiefenstraße: Neben der Tiefenstraße befindet sich ein auffallend großes Heiligenhäuschen, eine sog. Wegekapelle. Die Wegekapelle wurde 1864 errichtet und steht seit 1986 unter Denkmalschutz.[9]
- Missionskreuz Nelsenstraße: An der Ecke Nelsenstraße/Neuwerker Straße befindet sich ein hölzernes Missionskreuz. Das Kreuz wurde ursprünglich 1864 zur Erinnerung an eine damals durchgeführte sog. Volksmission installiert und nach mehreren Renovierungen (1934, 1949) schließlich im Jahre 2004 ganz erneuert, wobei der gusseiserne Korpus des Originals von 1864 jedoch erhalten blieb. Im Jahr 2007 wurde das Missionskreuz von der Stadt Viersen unter Denkmalschutz gestellt.[10]
- Ehrenmal Ummer: Bei dem großen Wegekreuz inmitten einer dekorativen Grünanlage an der Ecke Gladbacher Straße / Omperter Weg handelt es sich um ein Ehrenmal.

## Die nähere Umgebung
| Unterbeberich          | Robend Düpp Hamm                            | Anrath Vennheide Neersen VIE-Donk |
| Oberbeberich           | Kompassrose, die auf Nachbargemeinden zeigt | MG-Donk                           |
| Bockerter Heide Ompert | Helenabrunn                                 | Heimer MG‑Lockhütte               |